# Pacowie herbu Gozdawa

Herb Gozdawa

Pacowie – litewski ród magnacki herbu Gozdawa, który apogeum swej potęgi osiągnął w drugiej połowie XVII w.

## Historia
Pierwszym Pacem, którego istnienie potwierdzają źródła pisane jest Pac Dowkszewicz, który żył w XV w. Nic bliższego o nim nie wiadomo, jednak już jego syn, Jerzy Pac wyrósł na jedną ze znaczniejszych postaci na dworze Kazimierza Jagiellończyka i na Litwie. Od tego czasu Pacowie byli jedną ze znaczniejszych rodzin litewskich, posiadającą duży majątek i regularnie sięgającą po różne funkcje państwowe i kościelne. W drugiej połowie XVII w. osiągnęli szczyt swego znaczenia, absolutnie dominując w polityce Litwy poprzez obsadzenie wszystkich najważniejszych stanowisk administracyjnych, militarnych i kościelnych: Michał Kazimierz Pac był hetmanem wielkim litewskim i wojewodą wileńskim, Krzysztof Zygmunt Pac kanclerzem litewskim, Mikołaj Stefan Pac biskupem wileńskim (a wcześniej wojewodą trockim), a Kazimierz Pac biskupem żmudzkim. Ich dominacja jednak, w kraju zniszczonym przez wieloletnie wojny, skutkowała niemal nieustającym wrzeniem wewnętrznym, a po śmierci wyżej wspomnianych czterech Paców (bez wyjątków bezpotomnej) ród został odsunięty na ubocze przez rosnących w siłę Sapiehów. Ostatnim ze znanych Paców był Ludwik Michał Pac, uczestnik wojen napoleońskich i powstania listopadowego – po upadku tego ostatniego został zmuszony do emigracji, gdzie zmarł, a potężny majątek Paców został skonfiskowany przez władze rosyjskie.

## Kontakty z Pazzimi
W XVII w. Pacowie ulegli modzie dorabiania sobie antycznych genealogii przez rody magnackie. Twierdzili, że ich przodkiem miał być niejaki Palemon, który na Litwę przybył z Rzymu. Około połowy XVII w. Pacowie nawiązali kontakt z florencką rodziną patrycjuszowską Pazzich, którzy nie dość, że nosili podobne nazwisko, to pieczętowali się herbem podobnym do Gozdawy, w związku z czym zostali uznani za dalekich krewniaków, pochodzących od członków rodziny, którzy pozostali w Italii. Gdy przedstawicielka tej włoskiej rodziny, Maria Magdalena de’ Pazzi, została kanonizowana, Pacowie uznali ją za patronkę rodu i poświęcili jej kościół w fundowanym wówczas zespole kamedulskim w Pożajściu.

## Przedstawiciele
- Antoni Michał Pac (zm. 1774) – pisarz, poseł, działacz sejmikowy
- Bonifacy Teofil Pac (zm. 1678) – oboźny litewski
- Dominik Pac (zm. 1579) – poseł, kasztelan smoleński
- Feliks Jan Pac (po 1615 – przed 2 lutego 1702) – dworzanin, poseł, podkomorzy litewski
- Ignacy Pac (zm. 1765) – podstoli litewski
- Jan Dominikowicz Pac (zm. 1610) – cześnik, ciwun, wojewoda
- Jan Kazimierz Pac (zm. 1653) – pisarz, poseł
- Jan Kazimierz Pac (zm. 1696/7) – chorąży nadworny litewski
- Jan Krzysztof Pac (zm. 1702) – podkomorzy, poseł
- Jan Samuel Pac (ok. 1616-1654) – dworzanin, poseł, podstoli
- Jerzy Pac (zm. 1505/6) – wojewoda kijowski, namiestnik
- Józef Piotr Pac (ok. 1736-1797) – generał-adiutant buławy wielkiej
- Józef Franciszek Pac (zm. 1764) – kasztelan żmudzki
- Kazimierz Pac (zm. 1695) – biskup żmudzki
- Kazimierz Michał Pac (zm. 1719) – pisarz wielki litewski, kawaler maltański
- Konstanty Władysław Pac (zm. 1686) – chorąży pułkownik wojsk litewskich
- Krzysztof Konstanty Pac (zm. 1725) – pisarz wielki litewski, kasztelan
- Krzysztof Zygmunt Pac (1621-1684) – kanclerz
- Ludwik Michał Pac (1780-1835) – generał, senator-wojewoda
- Michał Pac (1754-1800) – starosta kowieński, poseł, wojskowy
- Michał Jan Pac (1730-1787) – starosta ziołowski, marszałek generalny konfederacji barskiej
- Michał Kazimierz Pac (ok. 1624-1682) – hetman wielki litewski, wojewoda wileński
- Michał Kazimierz Pac (zm. 1724) – starosta wasilkowski, kasztelan połocki
- Mikołaj Jurjewicz Pac (zm. 1545-/6) – łowczy, podkomorzy litewski, wojewoda podlaski
- Mikołaj Pac (ok. 1527-1585) – biskup nominat kijowski, kasztelan smoleński
- Mikołaj Pac (1570-1624) – biskup żmudzki
- Mikołaj Stefan Pac (ok. 1623-1684) – wojewoda trocki, kasztelan, biskup wileński
- Paweł Pac (zm. 1595) – kasztelan witebski, wileński, wojewoda mścisławski
- Piotr Pac (po 1570-1642) – podskarbi nadworny, wojewoda trocki
- Piotr Michał Pac (zm. 1696) – starosta żmudzki
- Samuel Pac (ok. 1590-1627) – rotmistrz husarski, chorąży wielki litewski
- Stanisław Mikołajewicz Pac (zm. 1588) – podstoli litewski, wojewoda witebski
- Stefan Pac (1587-1640) – podskarbi, podkanclerzy litewski
- Klara Izabella Pacowa (ok. 1635-1685) – żona kanclerza wielkiego litewskiego

## Pałace

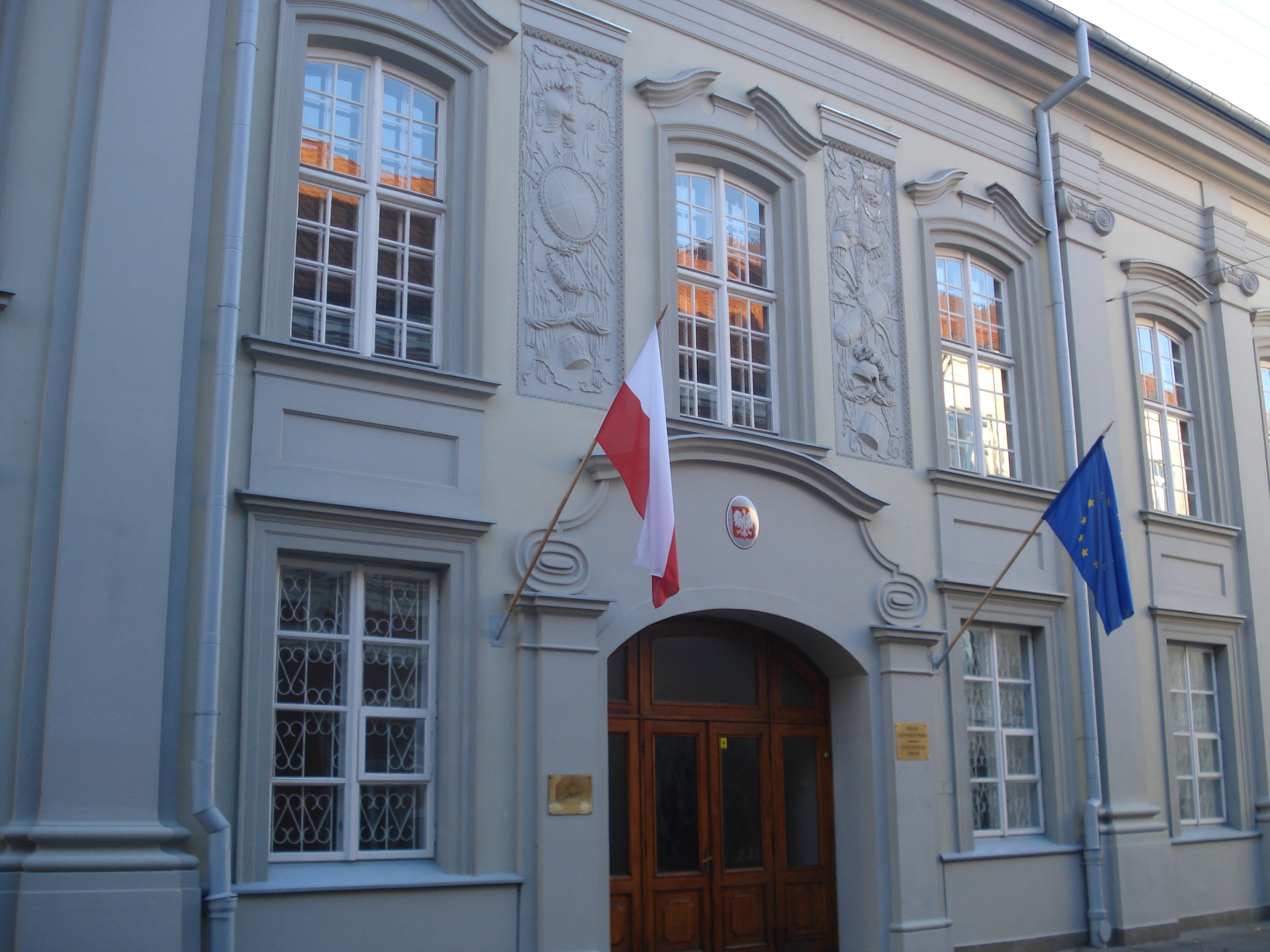
Pałac przy ul. Świętojańskiej w Wilnie
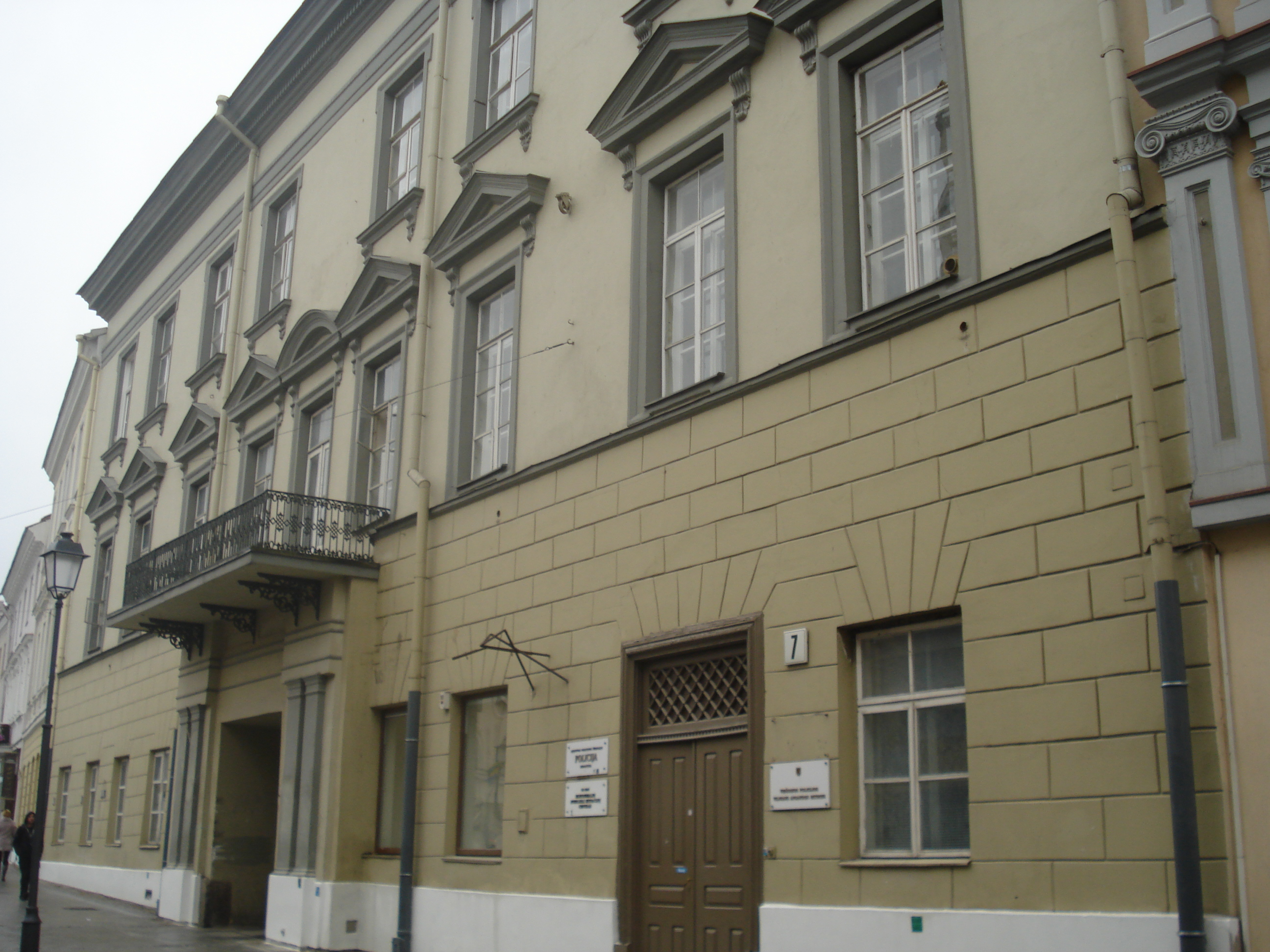
Pałac przy ul. Wielkiej w Wilnie
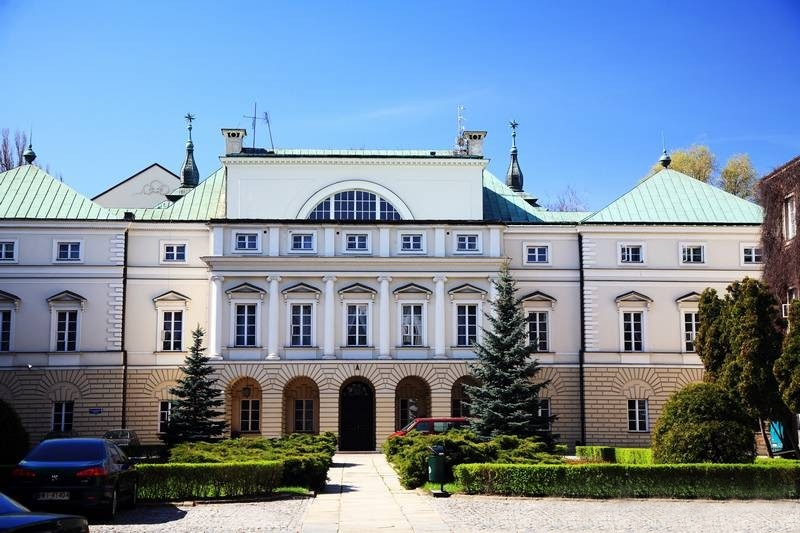
Pałac Paca-Radziwiłłów w Warszawie
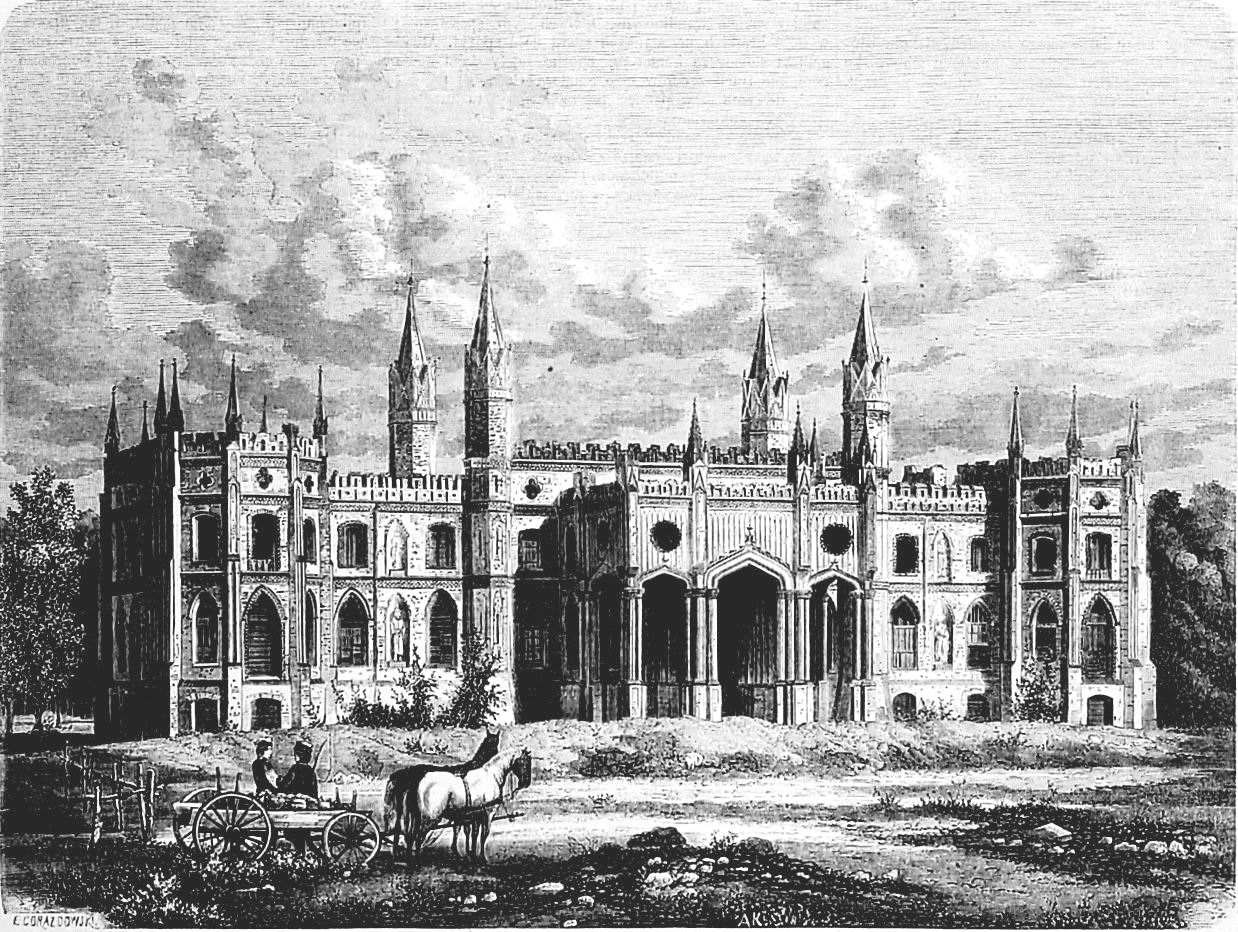
Pałac w Dowspudzie (nie istnieje)
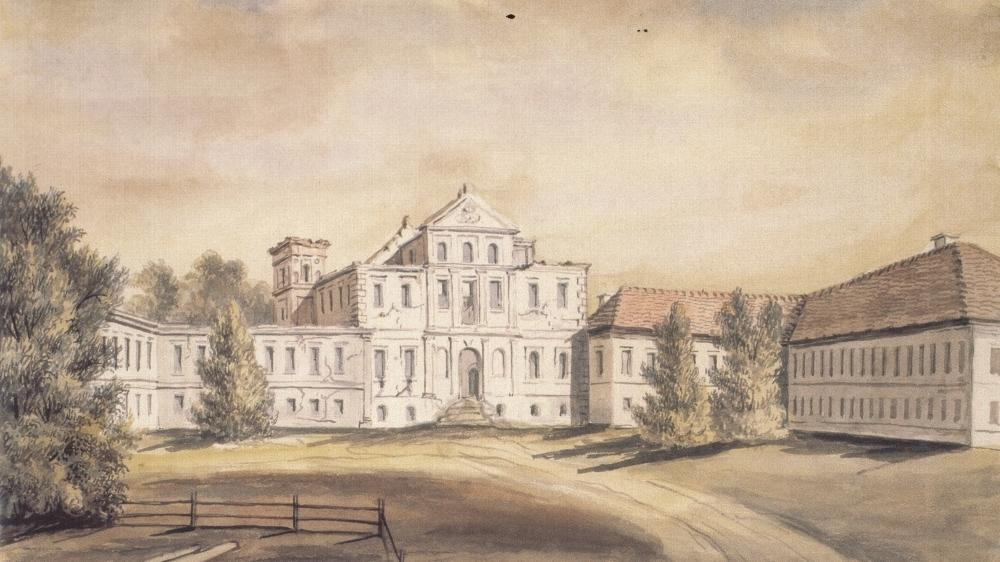
Pałac w Jeźnie (w większości zniszczony)